# Liberaldemokraterna (Slovenien)
Liberaldemokraterna (slovenska: Liberalna Demokracija Slovenije, LDS) är ett liberalt före detta regeringsparti i  Slovenien. Partiledare är före detta premiärminister Anton Rop. Partiet ingår i Liberala internationalen.
I Europaparlamentsvalet 2004 fick LDS 21,9 procent av rösterna och 2 av Sloveniens 7 mandat i Europaparlamentet.
LDS ingick i koalitionsregeringar i Slovenien från 1992 till 2004, med undantag för några månader 2000. Den första premiärministern från LDS var Janez Drnovšek, som blev president 2002 och då efterträddes av finansministern Anton Rop.
I parlamentsvalet i Slovenien 2004 gick partiet kraftigt tillbaka. Det var näst största parti i parlamentet med 23 av 90 mandat och var i opposition mot Janez Janšas regering.